# Fietssnelweg F221
Fietssnelweg F221 is een fietssnelweg in aanbouw van 18 km, van het Oost-Vlaamse Dendermonde, via Opwijk en Merchtem naar Asse in Vlaams-Brabant, België, volledig aanliggend naast spoorlijn 60. Wegens de beginletters van drie gemeenten wordt de route ook OMA-route genoemd.

## Traject

### Foksveldtunnel
De Foksveldtunnel is de fiets- en voetgangerstunnel net ten noordwesten van het station Opwijk waarmee fietssnelweg F27 aansluiting maakt op fietssnelweg F221. De tunnel wordt in 2025 verbreed en vernieuwd.